# Komponentenanalyse
Die Komponentenanalyse ist ein Verfahren der linguistischen Semantik, das dazu dient, die Bedeutung von Wörtern bzw. Morphemen in Komponenten, d. h. semantische Merkmale bzw. Seme, zu zerlegen. Die Bedeutung von Morphemen oder Wörtern wird dann als eine hierarchisch geordnete Struktur solcher semantischer Komponenten aufgefasst. Hundsnurscher (1970, 42) beschreibt zum Beispiel die Bedeutung von „Tümpel“ durch die Merkmale [-fließend], [+stehend], [+natürlich], [-künstlich], [-groß], [+klein]. Auf diese Weise kann man ganze Wortfelder systematisch beschreiben.